# Liste der Stolpersteine in der Provinz Vicenza

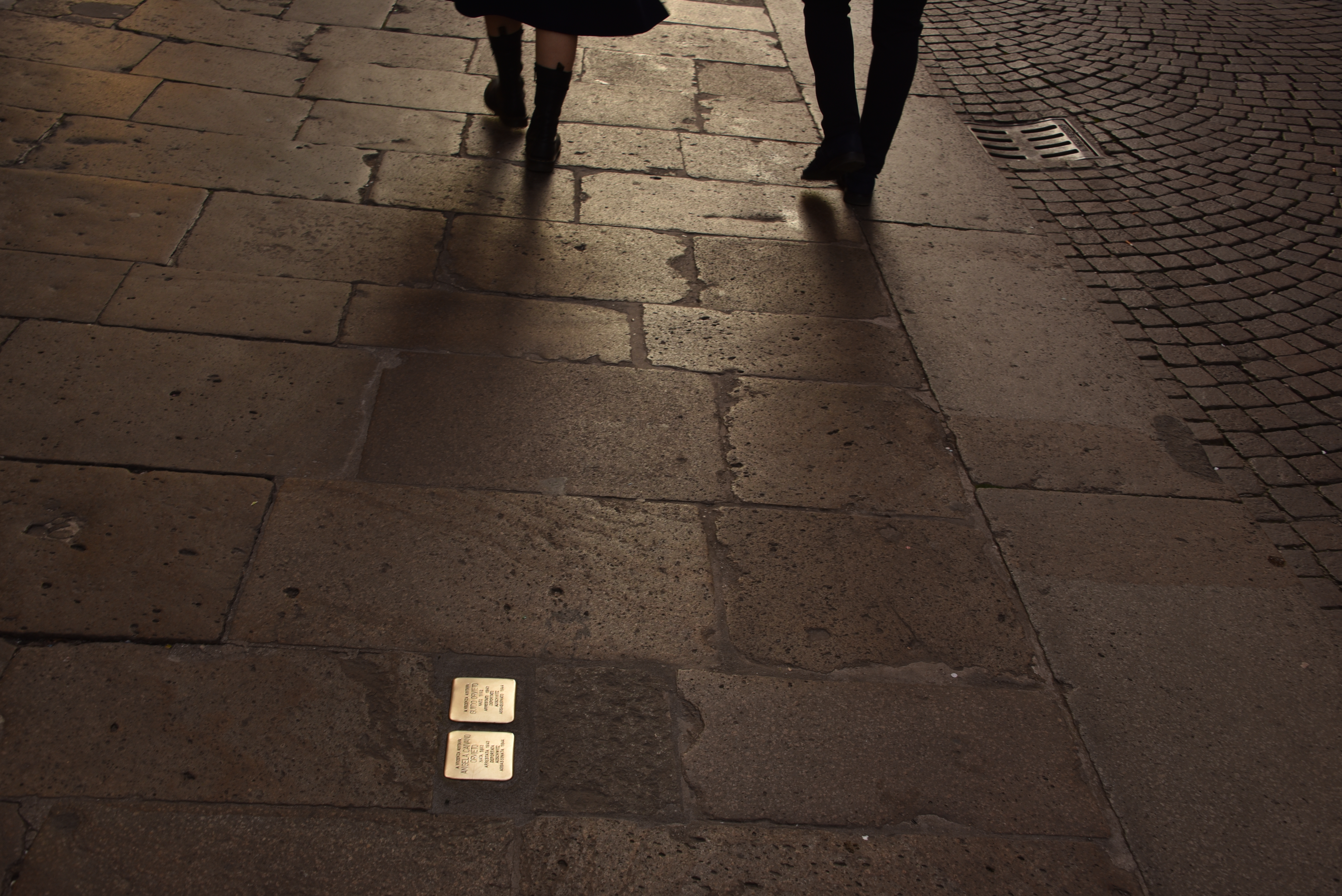
Stolpersteine in Vicenza

Die Liste der Stolpersteine in der Provinz Vicenza enthält die Stolpersteine, die vom deutschen Künstler Gunter Demnig in der Provinz Vicenza verlegt wurden, einer Provinz in Venetien. Stolpersteine erinnern an das Schicksal der Menschen, die von deutschen Nationalsozialisten ermordet, deportiert, vertrieben oder in den Suizid getrieben wurden. Sie liegen im Regelfall vor dem letzten selbstgewählten Wohnsitz des Opfers. Die italienische Übersetzung des Begriffes Stolpersteine lautet: pietre d’inciampo.
Die ersten Verlegungen in der Provinz fanden am 25. Juni 2021 in der Provinzhauptstadt Vicenza statt.

## Verlegte Stolpersteine

### Santorso
In Santorso wurde ein Stolperstein verlegt.
| Stolperstein | Übersetzung                                                                                                   | Verlegeort                     | Name, Leben |
| ------------ | --- | ------------------------------ | --- |
|              | HIER LEBTE GINO ZANELLA GEBOREN 1926 VERHAFTET 18.8.1944 DEPORTIERT 1944 MAUTHAUSEN GESTORBEN 25.4.1945 GUSEN | Piazzza Aldo Moro · Santorso · | Gino Zanella wurde am 16. November 1926 in Santorso geboren. Sein Vater war Giacinto Zanella. Er selbst wurde Mechaniker, wohnte in Schio und war ledig. Er wurde am 18. August 1944 in Verona verhaftet, in das Durchgangslager Bozen überstellt und am 1. Februar 1945 in das KZ Mauthausen verschleppt, wo er mit der Häftlingsnummer 12498 registriert wurde. Er wurde zur Zwangsarbeit im Außenlager Gusen eingeteilt und starb an deren Folgen am 25. April 1945. Er wurde in einem Massengrab auf dem Gelände des KZ Gusen bestattet. |

### Vicenza
In Vicenza wurden sechs Stolpersteine an vier Adressen verlegt.
| Stolperstein | Übersetzung                                                                                                | Verlegeort                     | Name, Leben |
| ------------ | --- | ------------------------------ | --- |
|              | IN VICENZA WOHNTE ANGELA CAIVANO ORVIETO GEBOREN 1893 VERHAFTET 1943 DEPORTIERT AUSCHWITZ ERMORDET 1944    | Corso Palladio, 84 ·           | Angela Caivano Orvieto wurde als Tochter von Cesare und Ida Caivano am 29. September 1893 in Florenz geboren. Sie heiratete Guido Fortunato Orvieto, der aus Pisa stammte. Das Paar ließ sich in Vicenza nieder und führte ein Kurzwarengeschäft. Am 30. Januar 1944 wurden Angelina Caivano Orvieto und ihr Mann verhaftet und kurzzeitig im Gefängnis von Vicenza gefangen gehalten. Noch am selben Tag wurden beide mit dem Transport Nr. 6 in das Vernichtungslager Auschwitz deportiert. An Bord dieses Zuges, der am 6. Februar 1944 in Auschwitz ankam, waren weitere 75 jüdische Männer und Frauen aus Vicenza. Angelina Caivano Orvieto und ihr Ehemann haben die Shoah nicht überlebt.     |
|              | HIER WOHNTE CARLO CRICO GEB. 1902 VERHAFTET 2.12.1944 DEPORTIERT 1944 MAUTHAUSEN ERMORDET 7.3.1945         | Piazza delle Erbe, 45          | Carlo Crico (1902–1945) |
|              | FRANCO FRACCON GEB. 1924 VERHAFTET 26.10.1944 DEPORTIERT 1944 MAUTHAUSEN ERMORDET 4.5.1945                 | Contrada Santa Corona, 25      | Franco Fraccon (1924–1945) |
|              | HIER WOHNTE TORQUATO FRACCON GEB. 1897 VERHAFTET 26.10.1944 DEPORTIERT 1944 MAUTHAUSEN VERSTORBEN 8.5.1945 | Contrada Santa Corona, 25      | Torquato Fraccon (1897–1945) |
|              | HIER WOHNTE PIETRO FRANCO GEB. 1921 VERHAFTET 4.10.1944 DEPORTIERT 1944 MAUTHAUSEN ERMORDET 8.4.1945       | Contrada Porta Santa Lucia, 44 | Piero Franco (1921–1945) |
|              | IN VICENZA WOHNTE GUIDO ORVIETO GEBOREN 1893 VERHAFTET 1943 DEPORTIERT AUSCHWITZ ERMORDET 1944             | Corso Palladio, 84 ·           | Guido Fortunato Orvieto wurde am 7. September 1893 in Pisa geboren. Seine Eltern waren Felice Orvieto und Luisa Regina Cava. Er heiratete Angelina Caivano, die aus Florenz stammte. Das Paar ließ sich in Vicenza nieder und führte lange Jahre ein Kurzwarengeschäft. Am 30. Januar 1944 wurden Guido Orvieto und seine Frau verhaftet und kurzzeitig im Gefängnis von Vicenza gefangen gehalten. Noch am selben Tag wurden beide mit dem Transport Nr. 6 in das Vernichtungslager Auschwitz deportiert. An Bord dieses Zuges, der am 6. Februar 1944 in Auschwitz ankam, waren weitere 75 jüdische Männer und Frauen aus Vicenza. Guido Orvieto und seine Ehefrau haben die Shoah nicht überlebt. |

## Verlegedaten
- 25. Juni 2021: Vicenza (Corso Palladio, 84)
- 27. Januar 2023: Vicenza (Contrada Porta Santa Lucia, 44; Contrada Santa Corona, 25; Piazza delle Erbe, 45)
- 25. April 2024: Santorso